# بانتشي سيرييكس
بانتشي سيرييكس (بالفرنسية: François Pantxi Sirieix)‏ (مواليد 7 أكتوبر 1980 في بوردو - فرنسا) لاعب كرة قدم فرنسي يلعب حاليا لصالح نادي الدرجة الأولى تولوز الفرنسي منذ 2004 في مركز الوسط المحوري .

## روابط خارجية
- بانتشي سيرييكس على موقع رابطة كرة القدم الفرنسية للمحترفين (الإنجليزية)
- بانتشي سيرييكس على موقع قاعدة بيانات كرة القدم.إي يو (الإنجليزية)
- بانتشي سيرييكس على موقع Soccerbase.com (لاعب) (الإنجليزية)
- بانتشي سيرييكس على موقع Soccerway.com (الإنجليزية)
- بانتشي سيرييكس على موقع عالم كرة القدم.نت (الإنجليزية)
- بانتشي سيرييكس على موقع كووورة
- بانتشي سيرييكس على موقع AS.com (الإسبانية)